# BirdLife Zypern
BirdLife Zypern (Πτηνολογικός Σύνδεσμος / BirdLife Cyprus) ist eine 2003 gegründete Naturschutzorganisation in der Republik Zypern, die sich für den Vogelschutz und den Erhalt von Lebensräumen für Vögel einsetzt. Zudem versucht die Organisation für die Idee des Vogelschutzes zu werben. BirdLife Zypern ist ein nationaler Partner von BirdLife International.

## Geschichte
BirdLife Zypern ist ein nichtstaatlicher und nicht auf Profit ausgerichteter Mitgliederverband, der 2003 aus dem Zusammenschluss zweier zypriotischer ornithologischer Gesellschaften hervorging. Die Geschäftsstelle des Verbandes befindet sich heute in Strakka, Nikosia.

## Aktivitäten
Die Organisation hat ein wissenschaftliches Monitoringsystem für die Avifauna auf Zypern aufgebaut und veröffentlicht ihre Daten in monatlichen und jährlichen Berichten. Regelmäßig finden Zählungen von Wasservögeln, der häufigen Vögel und der durchziehenden Greifvögel statt. Zudem setzt sich BirdLife Zypern für eine starke Überwachung und Reglementation der traditionell starken Vogeljagd ein.